# Copris remotus
Copris remotus är en skalbaggsart som beskrevs av Leconte 1866. Copris remotus ingår i släktet Copris och familjen bladhorningar. Utöver nominatformen finns också underarten C. r. dicyrtus.